# 黄焕明
黄焕明 （高棉语：អឹុង ហុងម៉េង，？—）柬埔寨华人企业家，现任柬埔寨柬华理事总会副会长兼柬埔寨江夏黄氏宗亲总会会长，柬埔寨柬华日报社长。

## 外部連結
- 社长黄焕明先生接受采访并作介绍 [永久]
- [永久]
- （页面存档备份，存于）